# 邾桓公
邾桓公（？—？），曹姓，名革，為春秋諸侯國邾国君主第18代君主，是邾隱公的太子。邾隱公被吴国俘虏废黜，后来逃到鲁国、齐国。吴王夫差立邾桓公革继位。前473年，越王勾践灭吴，扶植邾隱公复位。桓公革奔越。
| 前任： 邾隐公 | 春秋邾国君主 前487年－前473年 | 繼任： 邾隱公 |